# Phaonia bipunctata
Phaonia bipunctata este o specie de muște din genul Phaonia, familia Muscidae. A fost descrisă pentru prima dată de Ignaz Rudolph Schiner în anul 1868. Conform Catalogue of Life specia Phaonia bipunctata nu are subspecii cunoscute.